# Bodiluddelingen 1981
Bodiluddelingen 1981 blev afholdt i 1981 i Imperial i København og markerede den 34. gang at Bodilprisen blev uddelt.
Kaspar Rostrups filmatisering af Ludvig Holbergs Jeppe på bjerget blev uddelingens store vinder med tre priser; for bedste danske film, bedste mandlige hovedrolle til Buster Larsen og bedste mandlige birolle til Kurt Ravn. Efter mange år med svenske, franske og italienske film som modtagere af prisen for bedste europæiske film kunne den hollandske Fons Rademakers ved denne uddeling modtage prisen for sin film Max Havelaar. Skuespiller Lone Hertz havde selv skrevet og instrueret dokumentarfilmen Tomas - et barn du ikke kan nå, der handler om hendes handicappede søn Tomas.

## Vindere
| Bedste mandlige hovedrolle           | Bedste kvindelige hovedrolle                   |
| ------------------------------------ | ---------------------------------------------- |
| - Buster Larsen for Jeppe på bjerget | - Karen Lykkehus for Næste stop – Paradis      |
| Bedste mandlige birolle              | Bedste kvindelige birolle                      |
| - Kurt Ravn for Jeppe på bjerget     | - Helle Fastrup for Cirkus Casablanca          |
| Bedste danske film                   | Bedste ikke-europæiske film                    |
| - Jeppe på bjerget af Kaspar Rostrup | - All That Jazz af Bob Fosse                   |
| Bedste europæiske film               | Bedste dokumentarfilm                          |
| - Max Havelaar af Fons Rademakers    | - Tomas – et barn du ikke kan nå af Lone Hertz |